# Montenegro-Schließmundschnecke
Die Montenegro-Schließmundschnecke (Montenegrina cattaroensis) ist eine Schneckenart aus der Familie der Schließmundschnecken (Clausiliidae), die zur Unterordnung der Landlungenschnecken (Stylommatophora) gerechnet wird.

## Merkmale
Das Gehäuse ist relativ schlank und hoch, es weist 12 bis 13 Windungen auf. Es misst in der Höhe bis etwa 2,5 cm, im Durchmesser max. 5 mm. Die letzten vier Windungen nehmen nur noch sehr wenig in der Breite zu, die Flanken verlaufen dadurch fast parallel zueinander. Die Windungen sind außen abgeflacht, fast gerade; dadurch sind auch die Nähte nur gering eingetieft. Die Oberfläche ist annähernd glatt, lediglich schwache Anwachslinien werden gebildet, die auf der letzten Windung etwas kräftiger angelegt sind. Die querovale Mündung überragt die letzte Windung etwas, der Mundsaum ist verbreitert, nach außen gebogen und scharfrandig. In der Mündung und der letzten Windung befinden sich einige Verfaltungen der Gehäuseinnenwand, die als Haupt-, Mond- und Gaumenfalten bezeichnet werden und zum „Clausiliar“ gehören, dem Verschlussapparat des Gehäuses, von dem die Familie ihren Namen bekam. Dieser komplizierte Verschlussapparat erlaubt es dem Tier, das Gehäuse beim Zurückziehen mit dem Clausilium, einem Deckel an einem elastischen Stiel, der an der Spindel des Gehäuses befestigt ist, zu verschließen. Die Farbe des Gehäuses ist hellgelb bis hornfarben; es wird zur Spitze hin meist etwas dunkler. Leere Gehäuse sind durchscheinend.

## Vorkommen, Verbreitung und Lebensweise
Über die Lebensweise der Montenegro-Schließmundschnecke ist bisher kaum etwas bekannt geworden. Sie ist bisher nur aus Montenegro und dort besonders in der Nähe der Stadt Kotor nachgewiesen worden.

## Systematik
Emil Adolf Roßmäßler zitiert als Autor der Art „Ziegl.“, jedoch wird die Beschreibung der Art (wahrscheinlich nicht korrekt) ausschließlich Roßmäßler zugeschrieben. Sie wurde später zur Typusart der von Boettger im Jahr 1877 aufgestellten Gattung Montenegrina bestimmt. Die Gattung Montenegrina enthält derzeit über 20 Arten, die auf dem Balkan bis nach Griechenland beheimatet sind.